# Natternbach
Natternbach – gmina targowa w Austrii, w kraju związkowym Górna Austria, w powiecie Grieskirchen. Liczy 2 349 mieszkańców.